# 帕特里克的套箱
《帕特里克的套箱》是一款由Patrick Traynor創作的解謎電子遊戲，試玩版於2020年推出，正式版則於2022年3月29日在Steam和itch.io上發行，可支援MacOS、Windows和Linux等平台。

## 遊戲機制
每個關卡內有數個方塊，玩家可推動散落於關卡內的方塊，也可進到方塊內部的空間，當關卡內的所有白色空位都被方塊填上，且玩家回到指定位置時，即為過關。

## 评价
《帕特里克的套箱》获得2019年IndieCade開發者選擇獎和2020年獨立遊戲節最佳設計獎。